# راندال براينت
راندال براينت (بالإنجليزية: Randal Bryant)‏ هو مهندس وعالم حاسوب أمريكي، ولد في 27 أكتوبر 1952.